# Phare du Cap d'Artrutx
Le Phare du Cap d'Artrutx est un phare situé sur le Cap d'Artrutx, à 10 km au sud de Ciutadella de Menorca, à l'extrémité sud-ouest de l'île de Minorque, dans l'archipel des Îles Baléares (Espagne).
Il est géré par l'autorité portuaire des îles Baléares (Autoridad Portuaria de Baleares) au port d'Alcúdia.

## Histoire
Construit en 1858 sur un projet de Pou Emili, ce phare a été mis en service le 10 juillet 1859 avec un objectif catadioptrique de 4e ordre fonctionnant a l'huile d'olive puis à l'essence.
En 1969 la hauteur de la tour a été augmentée de 17 mètres pour accomplir les exigences du Plan 1967 pour l'amélioration de l'éclairage des phares. Pour supporter cette augmentation de hauteur, des contreforts caractéristiques - unique parmi les phares des Baléares - ont été construits. Une lampe automatique a été installée à la fin des années 1980.
Le 26 septembre 2005, le phare a été inclus dans la liste des bâtiments historiques espagnols des îles Baléares.
Identifiant : ARLHS : BAL-015 ; ES-36420 - Amirauté : E0342 - NGA : 5184 .